# Takanomyia takagii
Takanomyia takagii là một loài ruồi trong họ Tachinidae.